# Tolmačenje znakovnega jezika
Tolmačenje znakovnega jezika
Tolmačenje znakovnega jezika je vrsta prevajanja oziroma tolmačenja, pri katerem tolmač/ica govorjene besede ponazarja v znakovnem jeziku gluhonemih. Tolmač slišane besede sproti pretvarja v znakovni jezik, ki je razumljiv gluhi ali naglušni osebi.

## Tolmač za znakovno tolmačenje
Zakon o uporabi slovenskega znakovnega jezika (ZUSZJ) natančno določa, kdo je lahko tolmač za znakovni jezik oziroma kdo tolmač za znakovno tolmačenje slovenskega jezika. Takšen naziv lahko uporabljajo le tiste osebe, ki imajo za to pridobljen zahtevan certifikat. Gre za nacionalno poklicno kvalifikacijo, s katero po zaključku izobraževanja kandidat pridobi naziv tolmač/tolmačica slovenskega znakovnega jezika. S takšnim certifikatom se lahko vpiše v register tolmačev za znakovni jezik in opravlja znakovno tolmačenje kot certificiran tolmač.

### Preizkus in pridobitev certifikata
Preizkus zajema preverjanje znanja iz jezika, za katerega želi biti kandidat imenovan za tolmača, ter pravnega znanja, in sicer predvsem poznavanja:
- temeljnih institutov ustavne ureditve Republike Slovenije;
- organizacije in delovanja pravosodja in sodstva;
- osnov sodnih postopkov, ki se najpogosteje pojavljajo pri delu tolmačev;
- zakonskih določb o pravicah in dolžnostih tolmačev;
- osnove prava in institucij Evropske unije;
- oblikovanja in overjanja prevodov ter vodenja evidence.

Preizkus za tolmače, ki tolmačijo govorico in znake gluhonemih oziroma samo gluhih ali nemih, obsega:
- govorico slušno prizadetih: gestikulacijo, znakovni govor, prstno abecedo;
- preizkus s področij iz prve do šeste alineje prejšnjega odstavka.

Za pridobitev certifikata je potrebno opraviti pisni in ustni del izpita iz željenega jezika. V kolikor kandidat tega ne opravi, sme k opravljanju tega ponovno pristopiti v roku, ki ga določi komisija.

## Delo tolmača za gluhe in gluhoneme
Tolmač mora natančno posredovati sporočila med dvema različnima jezikoma. Tolmač je na voljo tako za posredovanje gluhim kot za prevajalca, ki pretvarja znakovni jezik slušečim. Tolmačenje je v tem primeru dejanje, pri katerem tolmač pretvori govorčev govor v znakovni jezik ali v katero od drugih oblik, ki jih gluhi uporabljajo za sporazumevanje. Pri drugi obliki pa gre za posredovanje in pretvarjanje znakov gluhe osebe v besedilo in prenos pomena, ki je izražen z znaki, v ustni, govorjeni jezik za ljudi, ki znakovnega jezika ne razumejo. Tak način tolmačenja se včasih označuje kot glasovna interpretacija ali voicing. To se lahko izvede bodisi kot simultano ali kot konsekutivno tolmačenje. Visoko izobraženi tolmači za znakovni jezik in jezik gluhonemih se bodo postavili v sobo ali pa na tak položaj v prostoru, ki omogoča, da jih gluhi udeleženci vidijo ter ne-gluhi udeleženci jasno slišijo kot tudi v položaj, da slišijo in/ali vidijo tako gluhe kot ne-gluhe osebe. V nekaterih okoliščinah lahko tolmač tolmači iz enega jezika v drugega, najsi bo to iz angleščine v angleški znakovni jezik, angleščine v ameriški znakovni jezik, slovenščine v angleški ali ameriški znakovni jezik itn.. 
Gluhi posamezniki pa imajo prav tako možnost, da delajo kot tolmači. Gluhi posameznik bo postal tandem s kolegom, ki ni gluh, da zagotovi razlago za gluhe posameznike, ki morda ne poznajo tistega znakovnega jezika, ki se uporablja v določeni državi, prav tako tudi za tiste, ki imajo minimalno znanje jezikov, ter za tiste, ki so zaostali v razvoju ali pa imajo druge duševne in/ali telesne motnje, pa tudi za tiste, ki jim komunikacija predstavlja edinstven izziv. 
Gluhi lahko razlagajo tudi podatke iz enega medija jezika v drugega - na primer, ko je oseba gluho-slepa, lahko tolmač kopira te znake v roke gluho-slepe osebe in doda tej osebi vizualne informacije o govorih, ki potekajo.